# 玄津桥 (南京)
玄津桥位于南京市秦淮区中山东路逸仙桥南侧，始建於明朝洪武年間。東西向横跨古杨吴城壕（明皇城护城河）。為三孔无铰石拱桥，长41.6米，宽19.1米。該橋正對皇城西安门，清代曾因避康熙帝玄烨讳而改为元津桥，1929年开辟中山东路时在其北侧另建逸仙桥。现状桥底和东南侧的一小段桥栏尚为明代原物，尤以桥栏为明代桥梁类皇家建筑中所仅存，采用方形覆莲瓣柱头，最端部的柱头上立有一尊小石狮。

## 相关图片

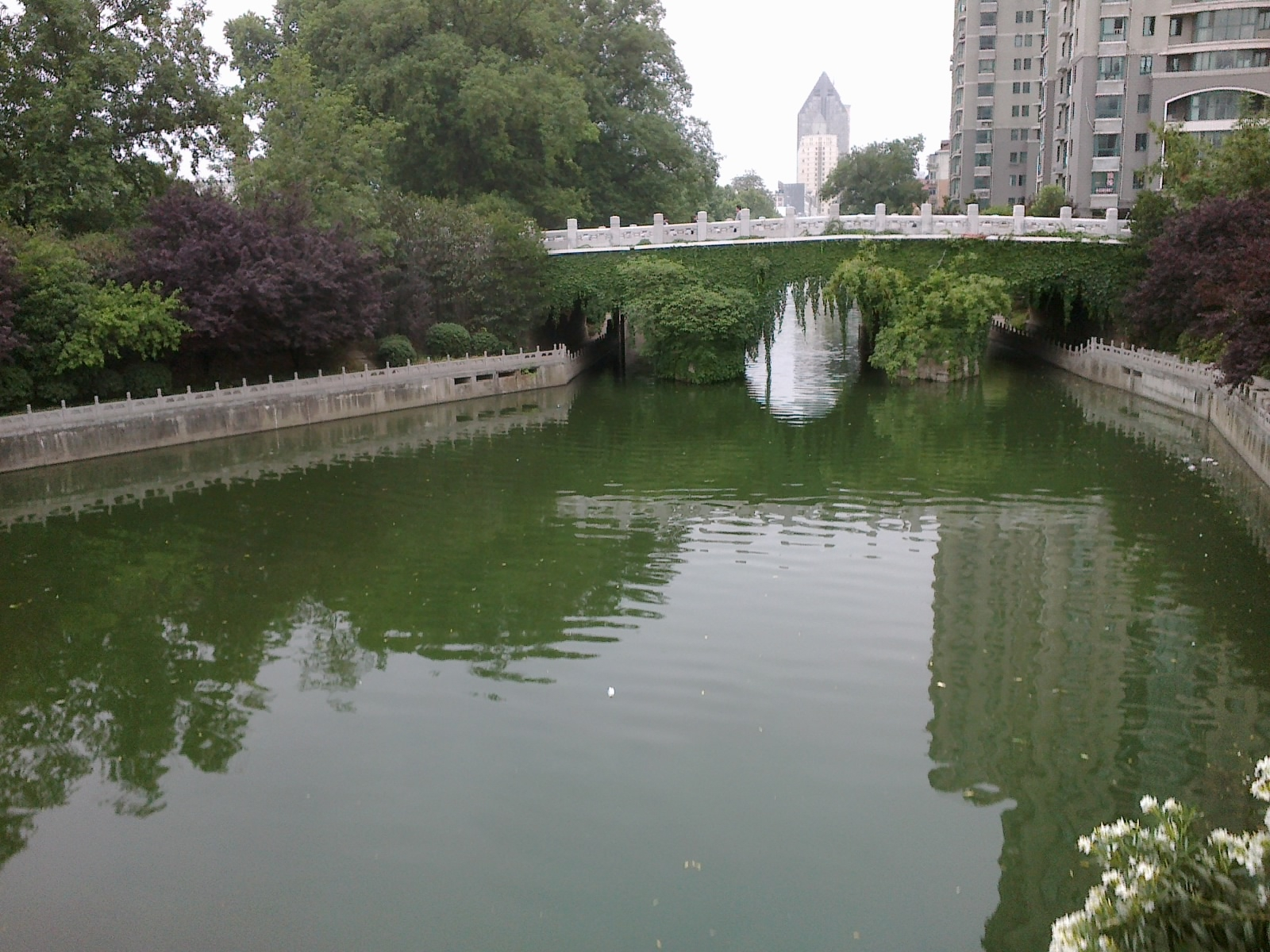
站在逸仙桥上所拍摄的玄津桥
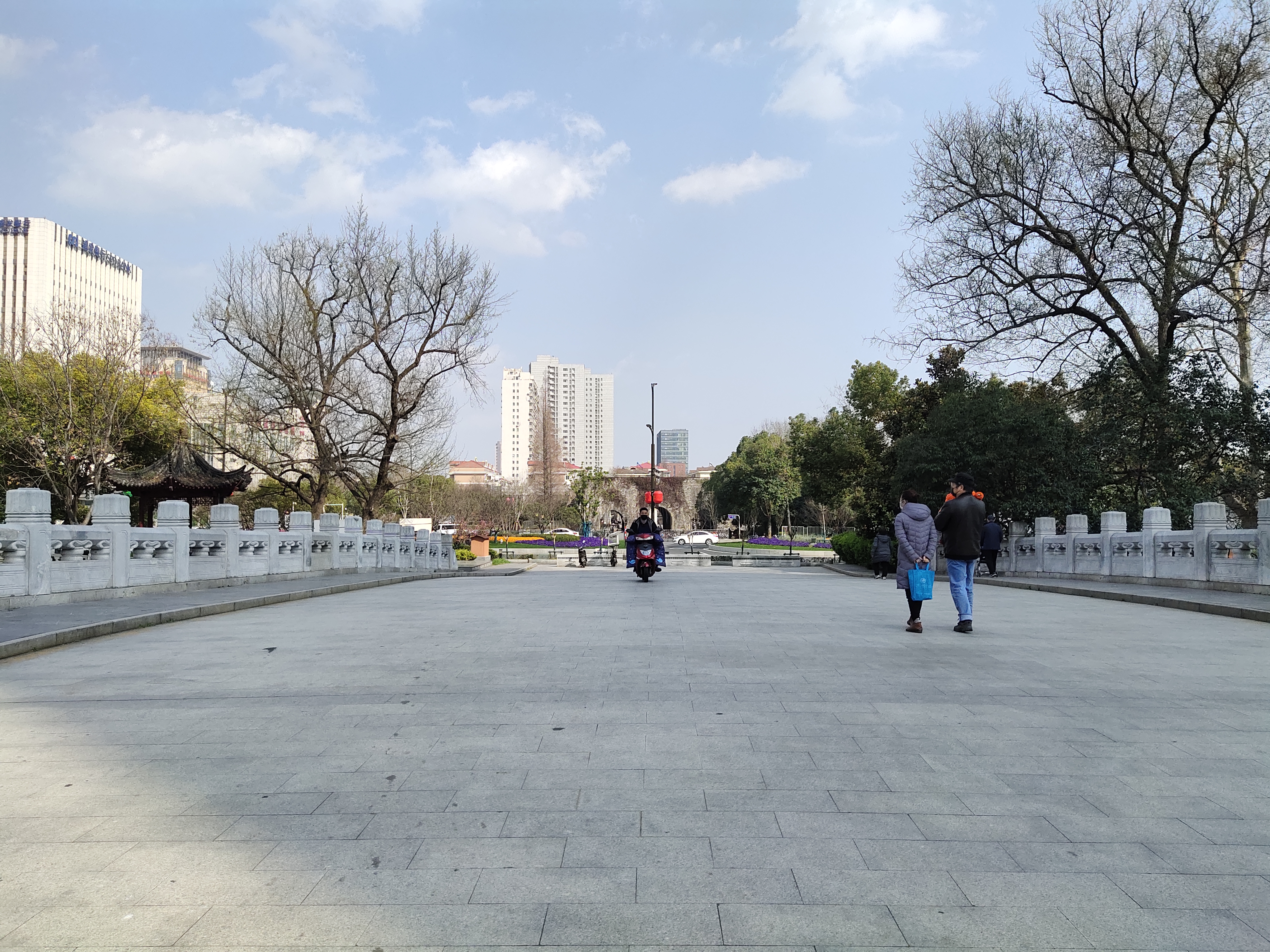
玄津桥桥面
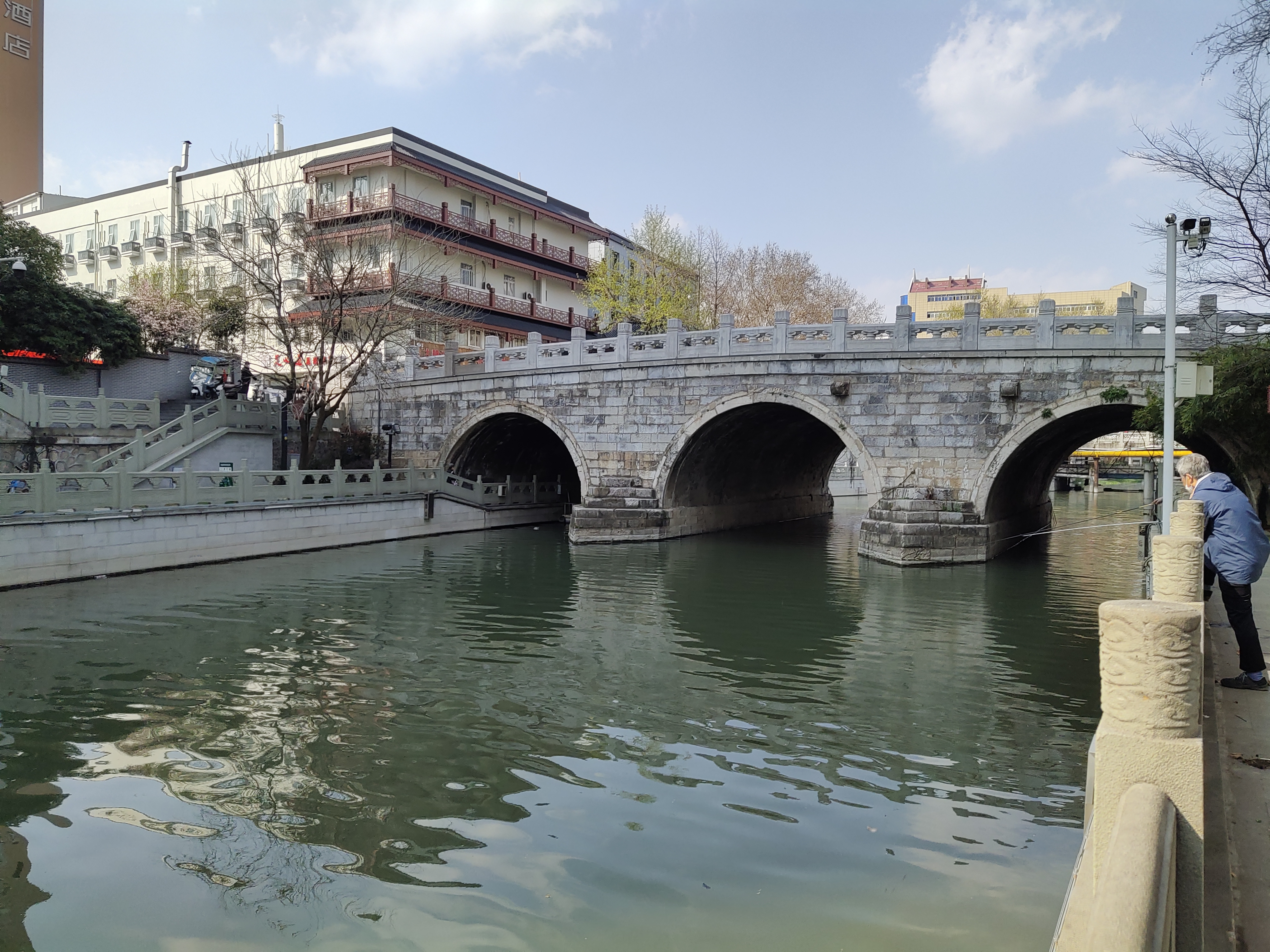
河边走廊拍摄的玄津桥